# Luigi Compagnone
Luigi Compagnone (Napoli, 1º settembre 1915 – Napoli, 31 gennaio 1998) è stato un giornalista, scrittore, poeta e commediografo italiano.
Scrittore poliedrico e corsivista infaticabile, è stato tra gli intellettuali napoletani più autorevoli del secondo Novecento.

## Biografia
Laureatosi in lettere e filosofia all'Università Federico II di Napoli, insegna per brevissimo tempo presso un liceo di Portici.  Nel 1943 vive le quattro giornate di Napoli (28 settembre - 1º ottobre). Sono quelli gli anni della formazione culturale e politica antifascista. Durante l'occupazione anglo-americana (maggio 1944) è a Radio Napoli, che ha sede a Pizzofalcone, con Giuseppe Patroni Griffi, Francesco Rosi, Raffaele La Capria, Antonio Ghirelli e Maurizio Barendson, una compagnia di futuri protagonisti del giornalismo, del teatro, del cinema, della letteratura, reclutati dagli americani con un corso rapido di giornalismo. Successivamente è collaboratore di trasmissioni radiofoniche e caposervizio del telegiornale per la RAI di Napoli. Nel 1945, insieme ad altri giovani intellettuali napoletani, fra cui Pasquale Prunas, Domenico Rea, Samy Fayad, Francesco Rosi, Raffaele La Capria, dà vita alla rivista Sud.
Nel 1946 pubblica il primo libretto di versi dal titolo “La Festa” , Pasquale Prunas Editore. La sua attività di giornalista dallo stile pungente e ironico, che durerà oltre cinquant'anni, lo fa conoscere al pubblico tramite le sue collaborazioni con “Il Borghese” di Leo Longanesi, e i principali quotidiani e periodici nazionali tra cui: La Stampa, Corriere della Sera, L'Unità, Paese Sera, Il Resto del Carlino, Il Messaggero, Il Secolo XIX, Il Tempo, La Voce della Campania, la Repubblica e Il Mattino. 
Nel 1989 riceve il premio letterario nazionale per la narrativa "Oplonti d'oro". Inoltre, nella IX edizione del premio Procida - Isola di Arturo - Elsa Morante riceve il premio speciale alla carriera, sempre per la narrativa.
Il 26 maggio 1996 riceve la cittadinanza onoraria di Sant'Arpino, paese originario della sua famiglia, con la consegna delle chiavi della città. Successivamente, gli è intitolata la sala della biblioteca comunale all'interno del Palazzo Ducale.
Autore di romanzi e poesie, saggista e commediografo, ha sempre indagato la società meridionale, denunciandone gli aspetti negativi, e in particolare la degenerazione consumistica prodotta da uno sviluppo economico non accompagnato da un reale progresso. Tra le tante passioni va annoverata anche la pittura.
Di questo autore Angelo Mele sottolinea fra l'altro «un pungente animus razionalista che, muovendosi col passo della storia, ne verifica con rabbia i momenti di delusione e di sfiducia». L'archivio del Compagnone è conservato presso il Centro per gli studi sulla tradizione manoscritta di autori moderni e contemporanei dell’Università di Pavia.

## Pubblicazioni
- La Festa, Edizioni Sud, 1946 (poesie);
- La Vacanza delle Donne,  Milano, Longanesi, 1954 (romanzo)
- La Chitarra del Picaro, Napoli, ESI, 1956 (poesie);
- I Santi dietro le porte, Caltanissetta – Roma,  Sciascia, 1957  (poesie);
- L'onorata Morte,  Firenze,  Vallecchi, 1960 (racconti);
- L'amara scienza, Firenze, Vallecchi, 1965 (romanzo);
- Commento alla vita di Pinocchio, Napoli, Marotta, 1966 (saggio);
- Capriccio con rovine, Firenze, Vallecchi, 1968  (romanzo);
- Lunario del Viaggiatore C., Caltanissetta – Roma, Sciascia, 1968 (poesie)
- Le notti di Glasgow, Firenze, Vallecchi, 1970 (romanzo) - II Ediz. Club degli Editori, Milano; III Ediz. Rusconi 1975;
- La vita nova di Pinocchio, Firenze, Vallecchi, 1971, (romanzo);
- Città di mare con abitanti, Milano, Rusconi, 1973 (racconti) – II Ediz. Rusconi, 1977;
- Che Puzo! Epigrammi e non sense, Milano, Scheiwiller, 1973 (epigrammi);
- Ballata e morte di un capitano del popolo, Milano, Rusconi, 1974 (romanzo);
- I Pulcinella di Corrado Cagli, Napoli, Marotta, 1974 (saggio con 23 tav. di Corrado Cagli – 200 copie);
- Disegni di Silvano Scheiwiller, Milano, Scheiwiller, 1975 (saggio);
- Dentro la Stella, Milano, Rusconi, 1977 (romanzo);
- L'allegria dell'orco, Milano, Rusconi, 1978 (romanzo);
- Il lupo imperiale, Teramo, Lisciani, Zampetti, 1978 (racconto) – II Ediz. Lisciani & Giunti 1990;
- Quattro di Maggio, un povero rito, Napoli, Casella, 1980 (prose);
- La ballata di Pinocchio, Torino, Stampatori, 1980 (poesie)- II Ediz. Mondadori,  2002;
- La giovinezza reale e l'irreale maturità, Torino, Einaudi, 1981 (poesie);
- Malabolgia, Milano, Rusconi, 1981 (romanzo);
- Napoli Visionaria, Marmirolo (RE), Ciminiera, 1981 (saggio);
- Il Corpo del creato, Milano, Rusconi, 1984 (poesie);
- Nero di Luna , Milano,  Rusconi, 1985 (romanzo) *Le Rose di Baffone, Napoli, Araba Fenice, 1985 (racconti);
- L'ultimo duello,  Milano, Rusconi, 1987 (romanzo);
- Mater Camorra,  Napoli, Pironti, 1987 (saggio);
- La Scadenza, Catania, Il Girasole, 1987 (romanzo);
- L'oro nel fuoco, Milano, Rusconi,  1989 (romanzo);
- La Grazia, Napoli, Guida, 1990 (racconto);
- San Giuseppe era mio nonno, Roma, Benincasa editori,  1990 (racconto);
- Le maree della storia: iconostasi napoletane, Napoli, ESI, 1991 (poesie);
- Totò ovvero il pasticcio napoletano, Salerno-Roma, Ripostes, 1994 (romanzo);
- Gli assassini della Luna, Salerno,  Sottotraccia, 1994 (romanzo giallo);
- L'ultima notte con L'Onorata morte di Gianbattista Vico e Commento alla vita di Felicita Barette, Napoli, Il Mattino, 1996 (racconti);

## Pubblicazioni postume e ristampe
- La città perduta, Napoli, Libreria Dante & Descartes, 1998 (racconto)
- La vacanza delle donne, con una nota di Geno Pampaloni, Cava de' Tirreni, Avagliano, 1998 (romanzo);
- L'elogio del cretino affettuoso. Epigrammi ed anagrammi. a cura di Rachele La Rotonda Compagnone, Napoli, Colonnese, 1999;
- Città di mare con abitanti con postfazione di Giuseppe Montesano, Cava de' Tirreni, Avagliano, 2000 (racconti);
- Interviste mai viste, a cura e con introduzione di Giuseppe Fonseca, Lecce, 2000 (prose);
- I racconti di Luigi Compagnone, introduzione e apparati didattici a cura di Raffaele Messina, Napoli, Loffredo, 2001 (racconti);
- Dolore d'epoca. Poesie inedite e sparse(1977-1983) a cura e con introduzione di Giuseppe Fonseca, San Cesario di Lecce, Manni, 2004 (poesie);
- La Vita Nova di Pinocchio, Milano, Baldini Castoldi Dalai editore, 2004 (prosa e poesie);
- Mater Camorra, Cava de' Tirreni, Marlin, 2007(romanzo);
- Quasi un Dizionario, Napoli, Compagnia dei Trovatori, 2007 (raccolta di articoli giornalistici), a cura di Nando Vitali;
- L'amara scienza, Napoli, Compagnia dei Trovatori, 2008 (romanzo), a cura di Nando Vitali;
- La famiglia De Gregorio, Napoli, Guida, 2009 (micro commedie);
- Poesie d'Amore, prefazione di Raffaele La Cipria, Napoli, Compagnia dei Trovatori Edizioni, 2013 (poesie).

## Premi e riconoscimenti
- 1954: Premio Marzotto;[6]
- 1965: Premio Chianciano;[7]
- 1968: Premio Selezione Campiello[7]
- 1971: Finalista al Libro dell'Anno e Premio Villa San Giovanni;[6]
- 1973: Premio Napoli[8]
- 1974: Premio Letterario Basilicata;[6]
- 1981: Premio Minturno Scauri
- 1985: Premio Nazionale Letterario Pisa;[9]
- 1989: Premio Letterario Nazionale per la Narrativa - Oplonti d'oro.[10]